# 黑利维尔 (阿拉巴马州)
黑利维尔（英文：Haleyville），是美国阿拉巴马州下属的一座城市。面积约为8.29平方英里（约合21.47平方公里）。根据2010年美国人口普查，该市有人口4,173人，人口密度为503.44/平方英里（约合194.36/平方公里）。